# سيسيل هاركورت
الأدميرال السير سيسيل هاليداي جيبسون هاركورت جي بي (مواليد 11 أبريل 1892 – 19 ديسمبر 1959) ، كان ضابطًا في البحرية البريطانية. من سبتمبر 1945 إلى يونيو 1946 ، كان هاركورت الحاكم الفعلي لهونج كونج كقائد عام ورئيس للإدارة العسكرية. وقد أطلق عليه الاسم الصيني "Ha Kok" ، في إشارة إلى النبيل الصيني في القرن الرابع تشونغ كوك . 

## السيرة الشخصية
ولد في بروملي ، لندن ، ابن هاليداي هاركورت وجريس ليليان ني جيبسون. كان لديه مهنة متميزة في البحرية الملكية ، والتي دخلها كضابط بحري في 15 سبتمبر 1904 ، في سن الثانية عشرة. خدم في الحربين العالميتين. 
في عام 1939 ، تم تعيينه مديرًا لقسم العمليات في الأميرالية. في عام 1941 كان كابتن العلم للأسطول الوطني ، بينما كان يقود دوق يورك أوف يورك . في أغسطس 1942 حتى يناير 1943 ، قاد سرب كروزر العاشر للأسطول الوطني. من عام 1942 إلى عام 1944 شارك في حملة شمال إفريقيا ، الاستيلاء على تونس ، بانتيليريا . لامبيدوزا وصقلية ، والهبوط في ساليرنو . في عام 1944 أصبح وزير البحرية .  في عام 1945 ، كان ضابط علم يقود سرب حاملة الطائرات الحادي عشر ،  في <i id="mwJQ">كولوسس</i> .
أصبح مشهورًا بعد أن اشرف شخصيًا على استسلام القوات اليابانية (تحت نائب الأدميرال فوجيتا والملازم العام تاناكا) في هونغ كونغ .  أصبح رئيسًا لحكومة عسكرية مؤقتة في هونغ كونغ من سبتمبر 1945 إلى أبريل 1946 ، وعمل كمدير حتى يمكن إقامة حكم مدني. وقد حصل على لقب فارس في هذا الوقت في ديسمبر 1945. 
في عام 1947 ، أصبح هاركورت ضابط العلم (الجوي) والثاني في قيادة أسطول البحر الأبيض المتوسط . في عام 1948 ، أصبح لورد البحر الثاني ورئيس الموظفين البحريين بالإضافة إلى مفوض اللواء البحري ، وفي عام 1950 القائد العام .  تقاعد في عام 1952.

## الحياة الخاصة
في 17 أبريل 1913 ، تولى لقب "Harcourt-Morris" ، لكن هذا استمر لفترة قصيرة فقط. 
في عام 1920 أصبح الزوج الثاني لعازفة البيانو الإنجليزية إيفلين سوارت ، الأرملة. لم ينجبو الأطفال، واحدة من بناتها من خلال زواجها الأول كانت راقصة الباليه الشهيرة ديانا جولد ، التي أصبحت فيما بعد الزوجة الثانية لعازف الكمان يهودى مينوهين .  أصبحت أختها غريسيلدا الزوجة الثانية لعازف البيانو لويس كينتنر .  بعد وفاة إيفلين سوارت عام 1950 ، تزوج هاركورت من ستيلا ، أرملة العميد الجوي ديفيد واجورن ، عام 1953. 

## مراتب
- تم تعيينه قائداً لأمر الإمبراطورية البريطانية (CBE) في عام 1940.
- في 18 ديسمبر 1945 ، أصبح قائد الفرسان .
- في عام 1953 تم تعيينه نايت جراند كروس في الإمبراطورية البريطانية (GBE).

## أماكن سميت باسمه
تم تسمية طريق هاركورت ، وهو طريق رئيسي في جزيرة هونغ كونغ ، وحديقة هاركورت باسمه.

## روابط خارجية
- Pathe EASTERN NEWS FLASH 08/10/1945 Newsreel
- ضباط البحرية الملكية (RN) 1939-1945
- CNN After wartime occupation, a swift rebirth على موقع واي باك مشين (نسخة محفوظة 8 March 2007)
- نعي تايمز: نائب الأدميرال السير جون باركر نسخة محفوظة 7 مارس 2007 at Archive.is - خدم مع هاركورت في شيفيلد ونيوفاوندلاند . (20 مايو 2005)